# Lega Santa (1571)

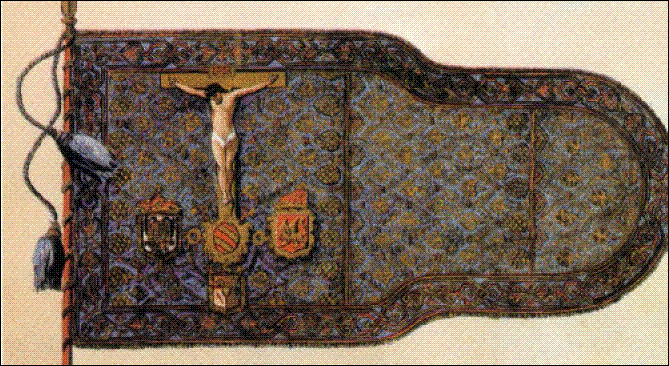
Stendardo della Lega Santa utilizzato nella battaglia di Lepanto.

La terza Lega Santa fu una coalizione militare, promossa nel 1571 da papa Pio V, dopo la caduta e il saccheggio di Nicosia, città sull'isola di Cipro, da parte degli ottomani. Causa scatenante dell'alleanza fu l'attacco turco alla città veneziana di Famagosta, il 22 agosto 1570. Il papa mobilitò i sovrani cristiani in difesa della città, strenuamente difesa dalla guarnigione locale.
Le nazioni che risposero all'appello furono la Repubblica di Venezia, la Spagna di Filippo II ed i Regni di Napoli, Sicilia e Sardegna. Successivamente si aggiunsero i Cavalieri di Malta, la Repubblica di Genova, il Granducato di Toscana, il Ducato d'Urbino, il Ducato di Parma, la Repubblica di Lucca, il Ducato di Ferrara, il Ducato di Mantova ed il Ducato di Savoia.

## Contesto storico
In un contesto più generale, oltre agli assedi di Nicosia e di Famagosta, la creazione della Lega Santa fu un episodio importante della lotta tra potenze europee e Impero turco per il controllo del Mediterraneo. Benché tra Oriente e Occidente gli scambi di persone, merci, denaro e tecniche non cessassero mai e anzi fossero sempre intensissimi, il crescente espansionismo ottomano in quegli anni preoccupava sempre più i governi dell'occidente mediterraneo: esso minacciava non solo i possedimenti veneziani come Cipro, ma anche gli interessi spagnoli per via della pirateria turca.
Consapevole di questa crescente tensione, papa Pio V ritenne che il momento fosse propizio per coalizzare le forze della cristianità, all'epoca divise.

## Costituzione della flotta
L'alleanza dei principi cristiani venne ratificata a Roma il 25 maggio 1571, alla presenza del Papa. In rappresentanza di Filippo II erano presenti il cardinale Antoine Perrenot de Granvelle, don Francesco Pacheco e l'ambasciatore Luis de Zúñiga y Requesens, mentre per la Serenissima presenziarono l'ambasciatore Michele Soriano ed il procuratore Giovanni Soranzo.
La Lega avrebbe avuto carattere perpetuo ed avrebbe potuto contare su 200 galee, 100 navi, cinquantamila fanti e novemila cavalli. I costi sarebbero stati sostenuti per metà dalla Spagna, per un terzo da Venezia e per un sesto dal Papa. Quest'ultima porzione, non potendo il Papa farvi fronte, venne ulteriormente suddivisa in cinque parti, tre a carico degli spagnoli e due dei veneziani.
La costituzione effettiva della flotta fu però lunga e laboriosa. Allarmato per il ritardo, Pio V dovette imporre tutta la sua autorità ai principi europei e minacciarli di scomunica se non fossero salpati. Infine, la flotta prese forma e il vessillo, benedetto dal papa, fu consegnato solennemente dal cardinale di Granvelle a don Giovanni d'Austria, nella basilica di Santa Chiara a Napoli il 14 agosto 1571.

## Attività belliche
L'assedio della città di Famagosta durò a lungo, grazie alla strenua difesa orchestrata da Marcantonio Bragadin, il senatore veneziano comandante la fortezza; questo tempo fu essenziale al fine di formare la flotta della Lega Santa, sotto il vessillo pontificio. Famagosta cadde il 1º agosto 1571, mentre la flotta mandata in suo soccorso era ancora in viaggio.
Il 7 ottobre 1571 la Lega incontrò e sbaragliò la flotta turca nella battaglia di Lepanto, al largo della costa dell'omonima cittadina greca.
Tra il 21 settembre il 7 ottobre 1572 i soldati della Lega Santa, sbarcarono a Navarino nel fallito tentativo di catturare il castello locale, controllato da una guarnigione ottomana.
La Lega fu sciolta alla firma del trattato di pace tra Venezia e l'Impero ottomano nel 1573.